# Monmouthská železnice
Monmouthská železnice (anglicky Monmouth Railway nebo také Monmouth Tramroad) byla koněspřežná dráha ve Spojeném království, která byla dlouhá zhruba osm kilometrů a vedla z Monmouthu ve velšském hrabství Monmouthshire do Colefordu v anglickém hrabství Gloucestershire. Do provozu byla uvedena v roce 1812 a uzavřena byla v sedmdesátých letech devatenáctého století.

## Dějiny

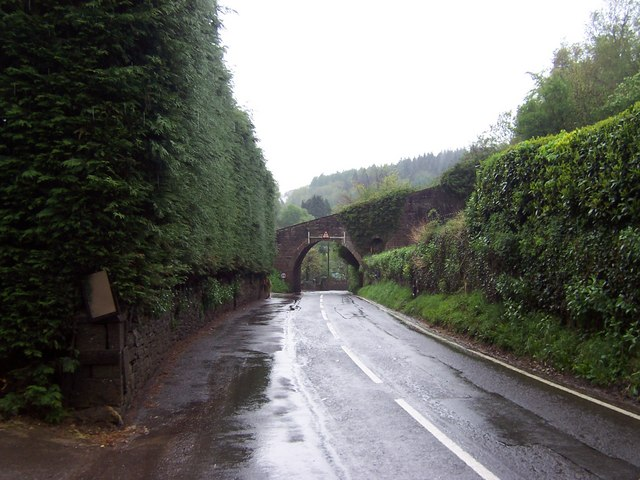
Most přes silnici u Redbrooku

Parlament povolil v statutu z 24. května 1810 společnosti Monmouth Railway Company vybudování železnice z Howler Slade v oblasti Forest of Dean do May Hillu u Monmouthu. Součástí povolení byla i osobní přeprava, ale nejsou žádné doklady, že by se zde nakonec nějaká pravidelná osobní přeprava uskutečňovala. Trať byla otevřena v roce 1812, ve vozících tažených koňmi se zde přepravovalo zejména uhlí, jíl a vápno. Přestože řešení záhy technologicky zaostalo, přes protesty veřejnosti zůstala koňka až do roku 1857 jedinou monmouthskou železnicí. V roce 1875 byla do Monmouthu postavena normálněrozchodná železniční trať Monmouth – Pontypool, která původně končila ve stanici Monmouth Troy, ale v roce 1861 byla protažena po monmouthském viaduktu přes řeku Wye do Wyeshamu, kde pak bylo překladiště mezi koňkou, železnicí i říčními čluny. Krátce poté byly do Monmouthu postaveny také tratě z Ross-on-Wye (v roce 1873) a z Chepstowu (v roce 1876), takže zastaralá koňka se stávala více a více nadbytečnou.
Zhruba v trase koňky byla později postavena normálněrozchodná železniční trať Monmouth – Coleford, která začala svůj provoz 1. září 1883 (ale už 1. ledna 1917 ho ukončila).

## Trasa
Původní trasa začínala v Howler Slade východně od Colefordu, a vedla přes Broadwell, dolů přes Poolway do Colefordu. Dále pak západně skrze Whitecliff Ironworks a skrze tunel nad Newlandem. V Redbrooku byla strmá odbočka dolů do vesnice pro napojení místních cínoven, zatímco hlavní trať se prudce otáčela k severu a postupně sestupovala úbočím rovnoběžně s řekou Wye. Konečnou stanicí byl May Hill naproti Monmouthu.

## Zbytky
Protože koňka byla nahrazena ve větší části své trasy pozdější železnicí, moc zbytků se nedochovalo. Význačnou výjimkou je most u Redbrooku přes silnici B4231, který je dokonce na seznamu chráněných památek.